# Jonathan Marray
Jonathan Marray (* 10. März 1981 in Liverpool) ist ein ehemaliger britischer Tennisspieler aus England.

## Karriere
Marray gewann auf der ATP Challenger Tour bislang 18 Titel im Doppel. Größere Erfolge auf der ATP-Ebene gelangen ihm jedoch bisher nicht, er stand jedoch mehrfach in Viertelfinals mit verschiedenen Partnern. Bei Grand-Slam-Turnieren konnte er im Doppel im Jahr 2012 in Wimbledon zusammen mit Frederik Nielsen überraschend das Turnier gewinnen. Das mit einer Wildcard gestartete Team schlug im Verlauf des Turniers vier gesetzte Paarungen, unter anderem im Halbfinale die an Position zwei gesetzten Bob und Mike Bryan. Im Finale besiegten sie Robert Lindstedt und Horia Tecău knapp in fünf Sätzen. Marray war damit der erste Brite seit 35 Jahren, der im Halbfinale des Turniers stand und der erste seit 1936, der die Doppelkonkurrenz des Turniers gewann. Aufgrund des Erfolgs rückte er in der Weltrangliste bis auf Position 21 vor. Marray wurde zudem der erste Brite, der sich für die Doppelkonkurrenz des ATP World Tour Finals qualifizieren konnte, wo er mit Frederik Nielsen das Halbfinale erreichte.

## Erfolge
| Legende (Anzahl der Siege)  |
| Grand Slam (1)              |
| ATP World Tour Finals       |
| ATP World Tour Masters 1000 |
| ATP World Tour 500          |
| ATP World Tour 250 (2)      |
| ATP Challenger Tour (19)    |

| ATP-Titel nach Belag |
| Hartplatz (1)        |
| Sand (0)             |
| Rasen (2)            |

### Doppel

#### Turniersiege

##### ATP World Tour
| Nr. | Datum           | Turnier   | Belag     | Partner              | Finalgegner                  | Ergebnis                  |
| --- | --------------- | --------- | --------- | -------------------- | ---------------------------- | ------------------------- |
| 1.  | 7. Juli 2012    | Wimbledon | Rasen     | Frederik Nielsen     | Robert Lindstedt Horia Tecău | 4:6, 6:4, 7:65, 6:75, 6:3 |
| 2.  | 11. Januar 2015 | Chennai   | Hartplatz | Lu Yen-hsun          | Raven Klaasen Leander Paes   | 6:3, 7:64                 |
| 3.  | 19. Juli 2015   | Newport   | Rasen     | Aisam-ul-Haq Qureshi | Nicholas Monroe Mate Pavić   | 4:6, 6:3, [10:8]          |

##### ATP Challenger Tour
| Nr. | Datum              | Turnier             | Belag         | Partner        | Finalgegner                           | Ergebnis           |
| --- | ------------------ | ------------------- | ------------- | -------------- | ------------------------------------- | ------------------ |
| 1.  | 24. Januar 2005    | Wrexham             | Hartplatz (i) | Mark Hilton    | Tuomas Ketola Frederik Nielsen        | 6:3, 6:2           |
| 2.  | 18. April 2005     | Nottingham (1)      | Hartplatz     | Mark Hilton    | Mustafa Ghouse Harsh Mankad           | 6:4, 3:6, 6:3      |
| 3.  | 11. Juli 2005      | Manchester (1)      | Rasen         | Mark Hilton    | James Auckland Daniel Kiernan         | 6:3, 6:2           |
| 4.  | 6. März 2006       | Kyōto               | Teppich (i)   | Alun Jones     | Prakash Amritraj Rohan Bopanna        | 6:4, 3:6, [14:12]  |
| 5.  | 24. Juli 2006      | Nottingham (2)      | Rasen         | Martin Lee     | Joshua Goodall Ross Hutchins          | 3:6, 6:3, [10:3]   |
| 6.  | 14. August 2006    | Graz                | Hartplatz     | Ross Hutchins  | James Auckland Jamie Delgado          | 6:75, 6:4, [15:13] |
| 7.  | 13. Juli 2009      | Manchester (2)      | Rasen         | Joshua Goodall | Colin Fleming Ken Skupski             | 6:71, 6:3, [11:9]  |
| 8.  | 7. September 2009  | Alphen aan den Rijn | Sand          | Jamie Murray   | Serhij Bubka Serhij Stachowskyj       | 6:1, 6:4           |
| 9.  | 2. November 2009   | Astana              | Hartplatz (i) | Jamie Murray   | David Martin Rogier Wassen            | 6:1, 6:4           |
| 10. | 11. Januar 2010    | Salinas             | Hartplatz     | Jamie Murray   | Sanchai Ratiwatana Sonchat Ratiwatana | 6:3, 6:4           |
| 11. | 8. Februar 2010    | Bergamo             | Hartplatz     | Jamie Murray   | Karol Beck Jiří Krkoška               | 6:1, 6:72, [10:8]  |
| 12. | 24. Januar 2011    | Heilbronn           | Hartplatz     | Jamie Delgado  | David Škoch Frank Moser               | 6:1, 6:4           |
| 13. | 7. März 2011       | Sarajevo (1)        | Hartplatz     | Jamie Delgado  | Yves Allegro Andreas Beck             | 7:64, 6:2          |
| 14. | 21. März 2011      | Bath                | Hartplatz     | Jamie Delgado  | Yves Allegro Andreas Beck             | 6:3, 6:4           |
| 15. | 9. Mai 2011        | Bordeaux            | Sand          | Jamie Delgado  | Julien Benneteau Nicolas Mahut        | 7:5, 6:3           |
| 16. | 7. November 2011   | Loughborough        | Hartplatz     | Jamie Delgado  | Sam Barry Daniel Glancy               | 6:2, 6:2           |
| 17. | 17. März 2012      | Sarajevo (2)        | Hartplatz (i) | Dustin Brown   | Michal Mertiňák Igor Zelenay          | 7:62, 2:6, [11:9]  |
| 18. | 21. April 2012     | Rom                 | Sand          | Dustin Brown   | Andrei Dăescu Florin Mergea           | 6:4, 7:60          |
| 19. | 13. September 2014 | Istanbul            | Hartplatz     | Colin Fleming  | Jordan Kerr Fabrice Martin            | 6:4, 2:6, [10:8]   |

#### Finalteilnahmen
| Nr. | Datum            | Turnier    | Belag         | Partner        | Finalgegner                             | Ergebnis           |
| --- | ---------------- | ---------- | ------------- | -------------- | --------------------------------------- | ------------------ |
| 1.  | 21. Juni 2013    | Eastbourne | Rasen         | Colin Fleming  | Alexander Peya Bruno Soares             | 6:3, 3:6, [8:10]   |
| 2.  | 28. Juli 2013    | Atlanta    | Hartplatz     | Colin Fleming  | Édouard Roger-Vasselin Igor Sijsling    | 6:76, 3:6          |
| 3.  | 23. Februar 2014 | Marseille  | Hartplatz (i) | Paul Hanley    | Julien Benneteau Édouard Roger-Vasselin | 6:4, 6:76, [11:13] |
| 4.  | 22. Februar 2015 | Marseille  | Hartplatz (i) | Colin Fleming  | Marin Draganja Henri Kontinen           | 4:6, 6:3, [8:10]   |
| 5.  | 16. Juli 2016    | Newport    | Rasen         | Adil Shamasdin | Sam Groth Chris Guccione                | 4:6, 3:6           |